# لیبرتی هیل، شهرستان اتواه، آلاباما
لیبرتی هیل (به انگلیسی: Liberty Hill) یک منطقهٔ مسکونی در ایالات متحده آمریکا است که در شهرستان اتوواه، آلاباما واقع شده‌است. لیبرتی هیل ۳۲۸٫۸۸ متر بالاتر از سطح دریا واقع شده‌است.